# ناشر خرده‌پا

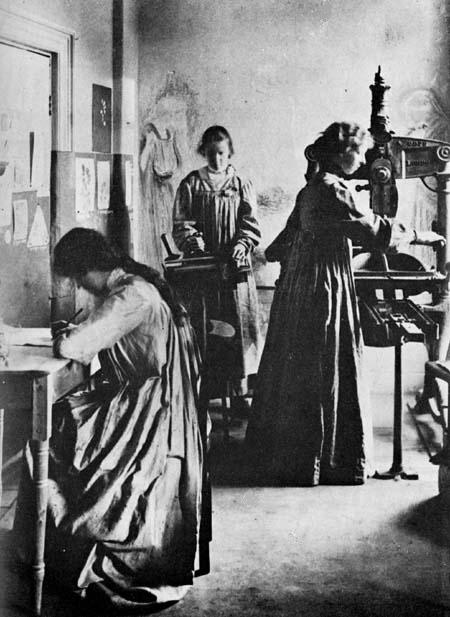
دان امر پرس یکی از پیشگامان نشر خرده‌پا است و تصویر نشانگر الیزابت یاتس در حال انجام کار به صورت دستی در این نشریه است. سال ۱۹۰۳ میلادی

ناشر خرده‌پا (انگلیسی: Small press) عنوان ناشرین یا مطبوعاتی است که فروش سالانهٔ زیر سطح معینی دارند یا اینکه ممکن است خروجی چاپ آنها، تنها تعداد اندک و مشخصی از عناوین خاص باشد. گاهی به این‌دسته از ناشرین، ناشرین یا مطبوعات مستقل نیز گفته می‌شود. غالب ناشرین خرده‌پا به تخصص در ژانرهای داستانی، شعر یا کتاب‌های با تیراژ محدود متکی هستند.